# パラジウム触媒カップリング反応

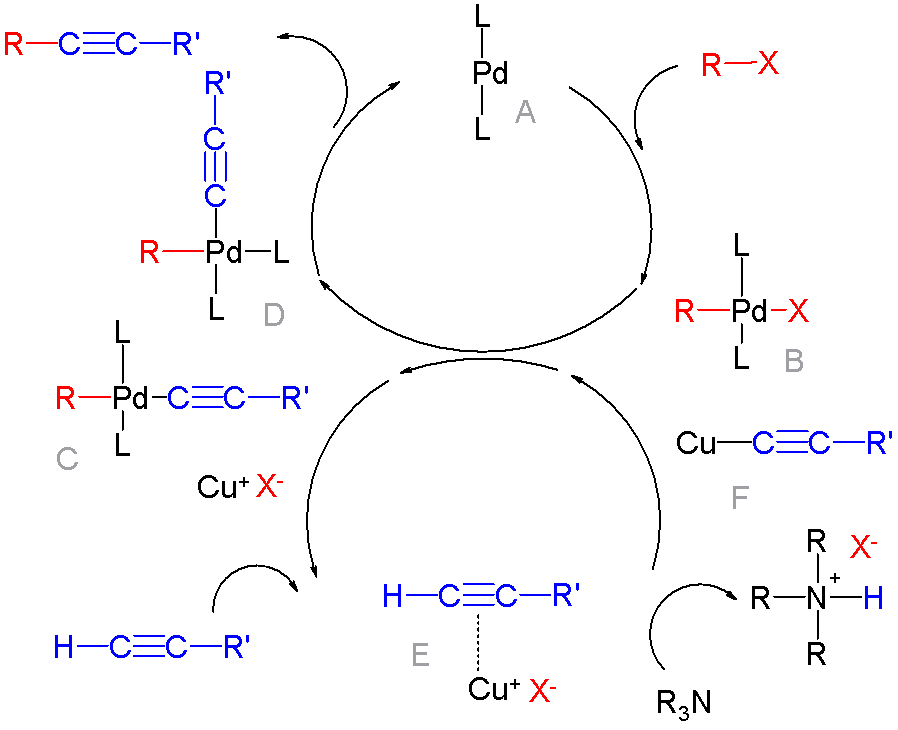
薗頭カップリングの反応機構

パラジウム触媒カップリング反応（英: Palladium-catalyzed coupling reactions）はパラジウムを触媒として利用するクロスカップリング反応である。均一系触媒の応用や研究が盛んに行われている。2010年には、パラジウム触媒クロスカップリング反応の業績を評価してリチャード・ヘック、根岸英一、鈴木章にノーベル化学賞が授与された。

## 反応例
全ての反応が概ね以下の式にしたがって起こる。
X-R  +  M-R'  →  MX  +  R-R'
X-R（ハロゲン化アリール類）とM-R'の種類によって反応名が異なる。多くの反応で塩かそれに類似した化合物が生成する（ハロゲン化亜鉛、ハロゲン化スズ、ハロゲン化ケイ素など）
- 根岸カップリング：有機ハロゲン化合物と有機亜鉛化合物
- 溝呂木・ヘック反応：アルケンとハロゲン化アリール
- 鈴木・宮浦カップリング：ハロゲン化アリールとボロン酸
- 右田・小杉・スティルカップリング：有機ハロゲン化合物と有機スズ化合物
- 檜山カップリング：有機ハロゲン化合物と有機ケイ素化合物
- 薗頭カップリング：ハロゲン化アリールとアルキン、触媒はパラジウムと一緒にヨウ化銅(I)を使用
- バックワルド・ハートウィッグアミノ化：ハロゲン化アリールとアミンの反応で、ハロゲン化アリールとフェノールやチオールの反応にも拡張されている
- 熊田・玉尾・コリューカップリング：アリールと塩化ビニルのグリニャール反応
- ヘック・松田反応（英語版）：アレーンジアゾニウム塩とアルケン

## 触媒
典型的なパラジウム触媒としては以下のようなものがある。
- 酢酸パラジウム, Pd(OAc)2
- テトラキス(トリフェニルホスフィン)パラジウム(0), Pd(PPh3)4
- ジクロロビス(トリフェニルホスフィン)パラジウム(II), PdCl2(PPh3)2
- ジクロロ(1,1'-ビス(ジフェニルホスフィノ)フェロセン)パラジウム(II)（英語版）

これらの触媒のうちいくつかは実際には前駆触媒であり、系中で活性化されて触媒として機能する。例えばPdCl2(PPh3)2は触媒サイクルに入る前にPd(0)錯体に還元されるか、Pd(II)アリール錯体にトランスメタル化される。

## 反応条件
最適化されていない条件下では10-15 mol%のパラジウムを必要とする。最適化された条件下では、触媒充填は0.1 mol %以下でよい。パラジウムのナノクラスターは数ppbでもカップリング反応を触媒することがわかっているが、そのような系では多くの場合配位子をもつ触媒ほど触媒活性が長持ちしないことが知られている。多くの外部配位子やキラル触媒が報告されているが、多くは商業的に利用できるものではなく、使い道は広くない。ホスフィン配位子は空気中で酸化されやすく、不活性ガス雰囲気で反応させなければならないため、アルジュンゴ型難分解性カルベン錯体など配位子を他のもので置き換える研究が数多く行われている。ホスフィンは分解性であるため、他の配位子が必要な場合がある。例えばPd(PPh3)4は反応時に追加のPPh3を加えておき、配位子が分解しても他のトリフェニルホスフィン分子が配位できるようになっている。
パラジウム触媒を使用して目的物の医薬品類を合成する際に問題となるのが、生成物に残存する毒性重金属である。これらはカラムクロマトグラフィーを使えば分離できるが、固体状態の金属除去剤（イオン交換樹脂やシリカゲルの誘導体）を使えばより効率的に分離できる。